# Karl Braun
Karl Heinrich Braun (vlastním jménem Karl-Heinz Braun) (* 13. prosince 1930, Kempten (Allgäu)) je bývalý biskup diecéze eichstättské (1984–1995) a 74. arcibiskup arcidiecéze bamberské (1995–2001). Byl také velkokancléřem eichstättské univerzity.

## Život
Narodil se v katolické rodině kupce v bavorském Kemptenu, kde také navštěvoval humanistickou střední školu. V letech 1952 až 1959 studoval na Papežské univerzitě Svatého Kříže v Římě, přičemž 22. března 1958 byl vysvěcen na jáhna a za necelých osm měsíců později na kněze.
Dne 17. dubna 1984 jej Jan Pavel ll. jmenoval biskupem diecéze eichstättské. O deset let později, 25. března 1995, byl jmenován arcibiskupem bamberským, ovšem zakrátko jej začaly sužovat zdravotní potíže a musel rezignovat. Jeho nástupcem se stal Ludwig Schick. Od té doby žil jako emeritní arcibiskup v Bambergu.
I dnes[kdy?] se ale však aktivně zapojuje do duchovního dění a píše knihy.